# Kloster Mönchröden

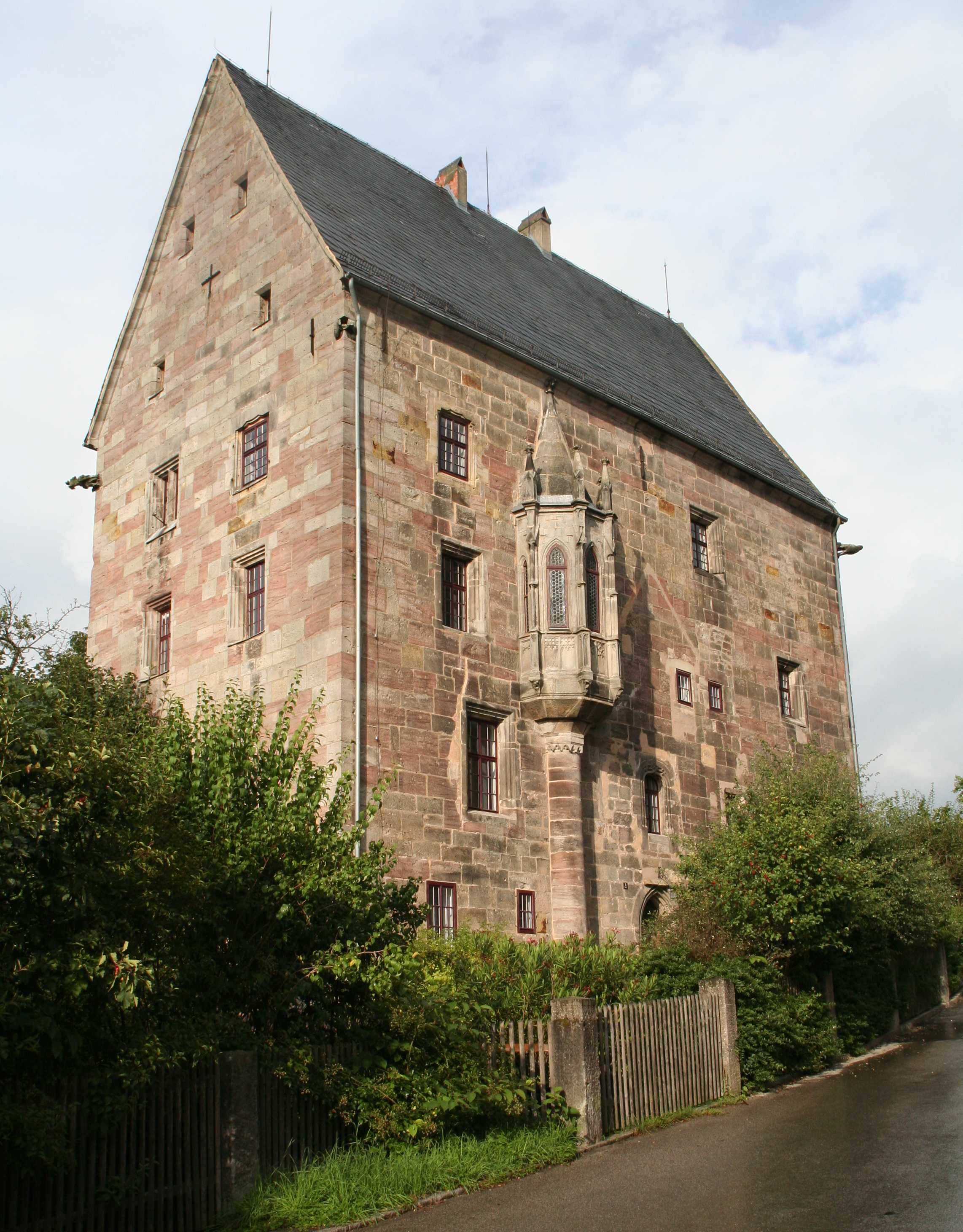
Ehemalige Prälatur

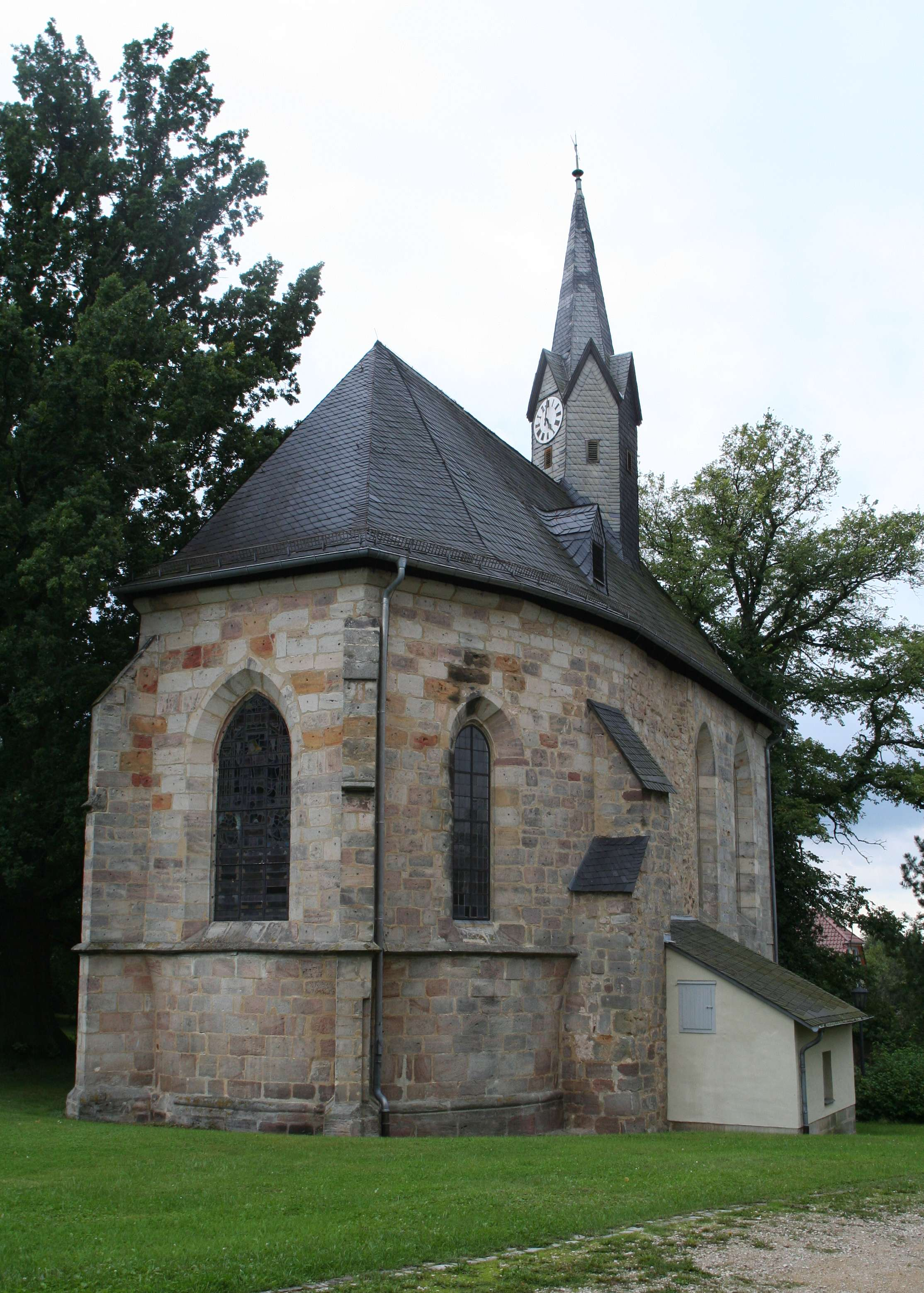
Ehemalige Klosterkirche

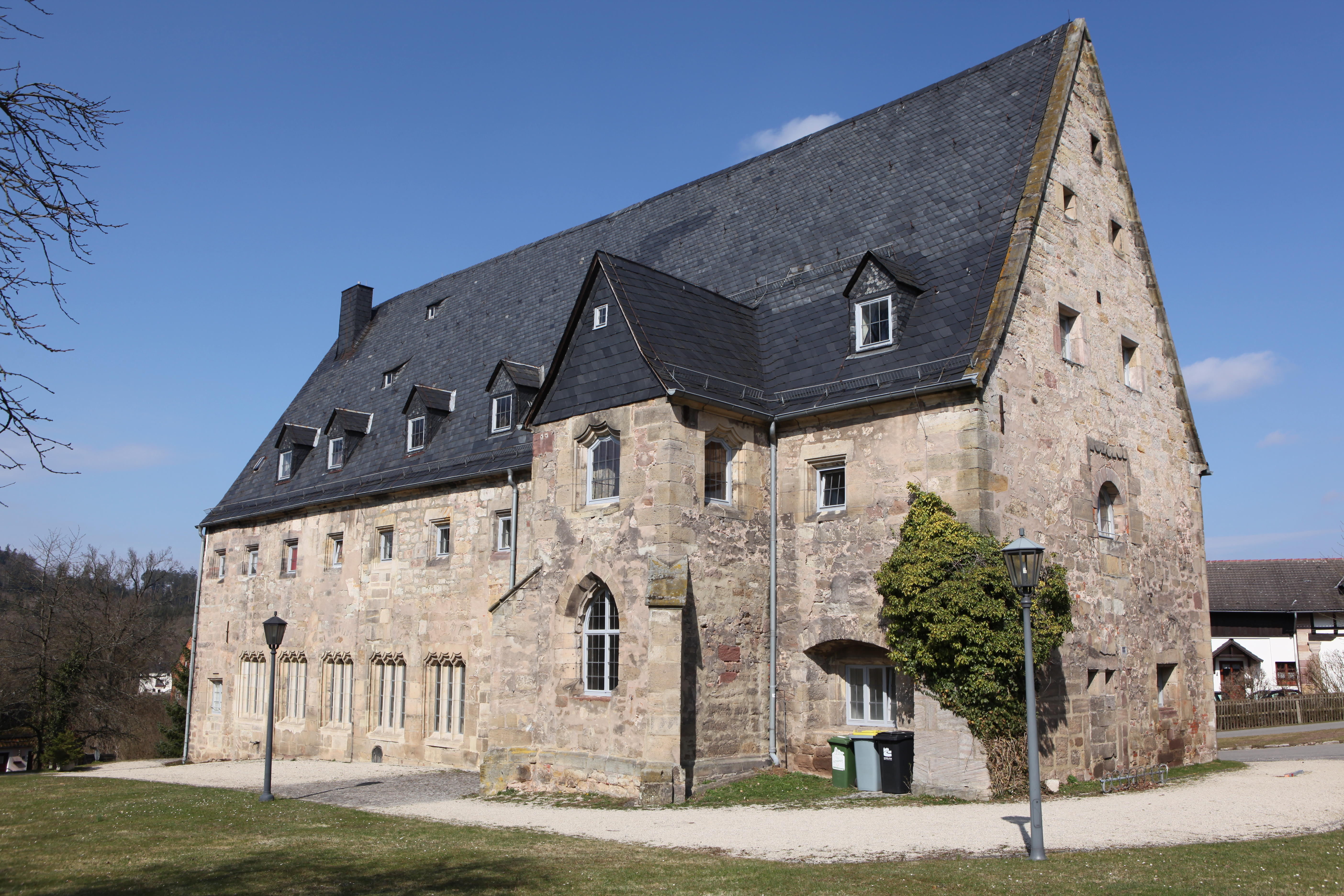
Ehemaliges Refektorium

Das Kloster Mönchröden ist ein ehemaliges Kloster der Benediktiner im Rödentaler Stadtteil Mönchröden in Bayern auf der Höhe des Lindenrangens über dem Tal der Röden gelegen. Es war der Diözese Würzburg unterstellt.

## Geschichte
Im Jahr 1149 bestätigte der Würzburger Bischof Siegfried von Truhendingen die Gründung des Benediktinerklosters Mönchröden, nachdem Hermann Sterker, Burggraf von Meißen, seine Güter der Diözese Würzburg übertragen hatte. In der Schenkungsurkunde sind neben dem Gut Rothine, dem heutigen Mönchröden, die Dörfer und Weiler Plesten, Meilschnitz, Brüx, Boderndorf, Wörlsdorf, Schafhausen, Gnailes, Weimersdorf, Bertelsdorf, Weidach, Oberwasungen, Walbur, Oberlauter oder Unterlauter, Esbach und andere aufgeführt. Der Stifter Hermann hatte einen Bruder, den Grafen Sterker, und einen Neffen, den Sohn des Bruders Hermann Graf von Wolveswach (Wohlsbach). Mit der Stiftung wollte die Familie kein Eigenkloster gründen, sondern die Vogtei auf 30 Jahre sichern, die nach dem Aussterben der Stifterfamilie von den Grafen von Henneberg übernommen worden war. Zwischen 1165 und 1171 schenkte der Würzburger Bischof Herold der Abtei die Klosterkirche St. Maria und St. Walburga in Mönchröden und übertrug der Klosterstiftung die Pfarrei Gauerstadt.
Das bischöflich würzburgische Eigenkloster, dem Heiligen Kilian geweiht, zählte mit Besitzungen und Rechten in 45 Orten im Coburger Land und höchstens 20 Mönchen zu den kleineren Klöstern. Ende des 14. Jahrhunderts begann in Mönchröden ein wirtschaftlicher und moralischer Niedergang. Die Äbte und Mönche führten ein üppiges Leben im Stil des Adels. Der Landesherr Herzog Wilhelm III. sorgte daher 1446 für die Wahl des Paters Ulrich Wochner vom Nürnberger  Egidienkloster zum neuen Abt. Wochner (1446–1477) erneuerte im Sinne der Kastler Reformbewegung die Verwaltung des Klosters und brachte neues geistliches Leben ein. Das Kloster gesundete wirtschaftlich. Der Nachfolger Abt Benedikt (1477–1494) führte die Blütezeit fort und sorgte im Jahr 1485 für die Aufnahme der Abtei in die Bursfelder Kongregation. Die Amtszeit des letzten Abts Nikolaus Hildebrand (1515–1525) war vor allem von umfangreichen Baumaßnahmen wie dem Bau des Refektoriums und dem Umbau der Prälatur gekennzeichnet. Den Bauernkrieg überstand das Kloster ohne Zerstörungen. Im Mai 1525 zogen einige Brüder des im selben Monat infolge der Reformation aufgehobenen Franziskanerklosters in Coburg in die Abtei Mönchröden um.
Aufgrund der Reformation wählte der Konvent 1526 keinen neuen Abt. Zum Verwalter und Leiter des Klosters wurde das Ordensmitglied Veit Haff ernannt, der in den folgenden Jahren auch in die eigene Tasche wirtschaftete und in Coburg heiratete.  1531 folgte die förmliche Auflösung. Im Juni wurde eine kurfürstliche Sequestration des Klosters durchgeführt und im Oktober der Benediktinermönch Valentin Mullner als neuer Verwalter eingesetzt. Nach dem Tod Mullners folgte 1538 die Überführung in ein fürstliches „Klosteramt“. 1540/41 starben die beiden letzten Ordensmitglieder.

## Klosteranlagen

### Refektorium
Das Refektorium wurde 1516 als Wohn- und Speisehause für die Mönche errichtet. Der langgestreckte, spätgotische Bau ist unterkellert, hat zwei Geschosse und ein steiles Satteldach. Die Fassade besteht aus massiven Buntsandsteinquadern. Nach der Auflösung des Klosters wurde es als Wirtschaftsgebäude, seit 1980 als evangelisches Gemeindehaus genutzt.

### Klosterkirche
Die ehemalige Klosterkirche, seit 1971 evangelisch-lutherische Christuskirche, wurde im spätgotischen Stil im 15. Jahrhundert neu errichtet und ist durch einen eingezogenen Chor mit einem Sternengewölbe, ein Rippeneckengewölbe im Kirchenschiff und einen Dachreiter an Stelle eines Glockenturms gekennzeichnet. Drei steinerne Grabplatten erinnern im Chorraum an die Äbte Heinrich von Coburg (1343–1367), Johann von Schönstadt (1405–1435) und Ulrich Wochner. Im Dreißigjährigen Krieg wurde das Gotteshaus durch einen Brand stark beschädigt. 1788 folgte ein Umbau mit einer Verkürzung des Kirchenschiffes, dem Einbau einer zweigeschossigen Empore und der Kanzel sowie der heutigen Orgel des oberfränkischen Orgelbauers Johann Andreas Hofmann aus Neustadt bei Coburg.

### Abtshaus
Die Prälatur oder auch das Hohe Haus wurde wohl im 12./13. Jahrhundert für den Abt außerhalb des Klostergevierts errichtet. Anfang des 16. Jahrhunderts folgte nach einem Brand eine Umgestaltung, die mit einer Aufstockung 1521 im Stil der Spätgotik abgeschlossen war. Das rund 24 Meter hohe Bauwerk ist unterkellert, hat vier Geschosse und ein steiles Satteldach mit zwei Zwischenebenen. Im Kellergeschoss sind Tonnengewölbe vorhanden, im Erd- und ersten Obergeschoss Kreuzgewölbe an Stelle ehemaliger Balkendecken. Die oberen Decken sind Holzbalkenkonstruktionen, die wie der Dachstuhl bauzeitlichen Ursprungs sind. Die Fassade des Gebäudes besteht aus lokalem hartem Buntsandsteinquadern mit unregelmäßigen Fensteröffnungen. Sie ist unter anderem mit spätgotischem Zierwerk in Form von aus Stein gefertigten Figuren und Blattrankenschmuck sowie einem Erker geschmückt. Der spätgotische Erker mit reichem Zierwerk außen und innen wurde beim Umbau im ersten Viertel des 16. Jahrhunderts nachträglich eingebaut. Abtshaus und Refektorium verband einst im ersten Stock ein hölzerner Steg.
Nach der Auflösung des Klosters folgte die Nutzung als Verwalterhaus einer Domäne und ab 1912 als Pfarrhaus. Nach 1946 wurden zusätzliche Wohnungen für Flüchtlinge eingebaut. In den 1980er Jahren erfolgten eine Bestandssicherung und eine weitgehende Herstellung der ursprünglichen Raumaufteilung.